# 黄金の矢 (列車)

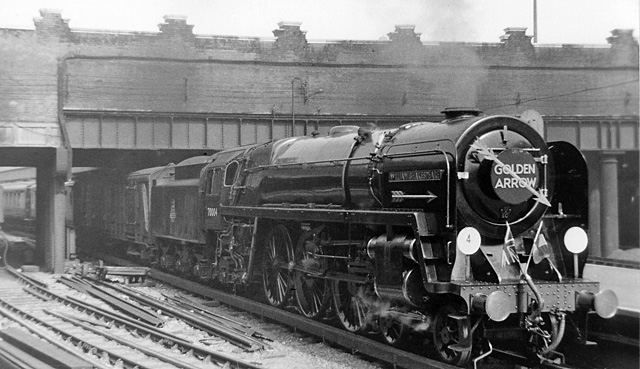
ロンドン・ヴィクトリア駅を発車するゴールデン・アロー（1953年）。牽引はブリタニア級70004号機「ウィリアム・シェイクスピア」。

黄金の矢、ゴールデン・アロー(英語: Golden Arrow)またはフレッシュ・ドール(フランス語: Flèche d’Or)は、イギリスのロンドンとドーバー、およびフランスのカレーとパリの間を走っていた列車である。ドーバー - カレー間の連絡船とあわせてロンドンとパリを結んでいた。ただし車両航送は行なっておらず、乗客はドーバーとカレーで二度乗り換える必要があった。
1926年に運転を開始した。イギリス側ではプルマン社が、フランス側では国際寝台車会社（ワゴン・リ社）が運行にあたった。もとは一等のサロン車（プルマン車）のみで編成される列車であったが、第二次世界大戦による中断を経て1950年代以降は一般の客車が主となった。プルマン車の連結はフランス側は1968年、イギリス側は1972年に打ち切られた。
イギリス側の列車をゴールデン・アロー、フランス側をフレッシュ・ドールとして区別することもある。

## 歴史

### 背景

#### プルマンとワゴン・リ
アメリカ合衆国発祥のプルマン社は、1871年イギリスに現地法人（ブリティッシュ・プルマン）を設立して列車の運行事業を始め、1872年には大陸ヨーロッパにも進出していた。一方同じ1872年にベルギーでは、プルマンの事業にヒントを得た国際寝台車会社（ワゴン・リ社）が創業された。ワゴン・リ社は一時マン・ブドワール寝台車会社に買収された後、1876年に再度設立されている。両社は激しい競争を繰り広げたが、1886年の協定でプルマン社は大陸ヨーロッパから撤退し、車両と列車の運行権をワゴン・リ社に売却した。
イギリスのプルマン社は1907年にアメリカの会社と分離された。プルマンとワゴン・リの両社は1907年、1923年にも協定を結んで協力関係を深めた。1924年には、プルマン社長のダヴィソン・ダルジールがワゴン・リ社の取締役会長を兼ねた。
当時ワゴン・リ社が運行していた車両は寝台車と食堂車のみであったが、プルマン社では昼行列車用のサロン車も保有していた。1925年以降、ダルジールの方針によりワゴン・リ社でも同様の客車を連結した昼行列車を運行するようになった。なお1923年の契約により、こうした車両を「プルマン車(voiture Pullman)」と呼ぶことが認められていた。

#### 英仏連絡列車
ドーバー、カレーを経由するイギリスとフランスの連絡は、両国の鉄道網の黎明期から重要視されていた。1882年にはカレーに連絡船の岸壁と直結したカレー・マリティーム駅が開業し、大陸の鉄道網とイギリスとの結節点となっていた。
1924年11月17日、プルマン社はロンドン - ドーバー間に「コンチネンタル・エクスプレス(Continental Express)」と名付けた列車の運行を始めた。これはロンドンから南東イングランド方面では唯一のプルマンの列車であった。ワゴン・リ社ではこの列車を「ロンドン・プルマン(London Pullman)」と呼んで宣伝した。

### 第二次大戦前

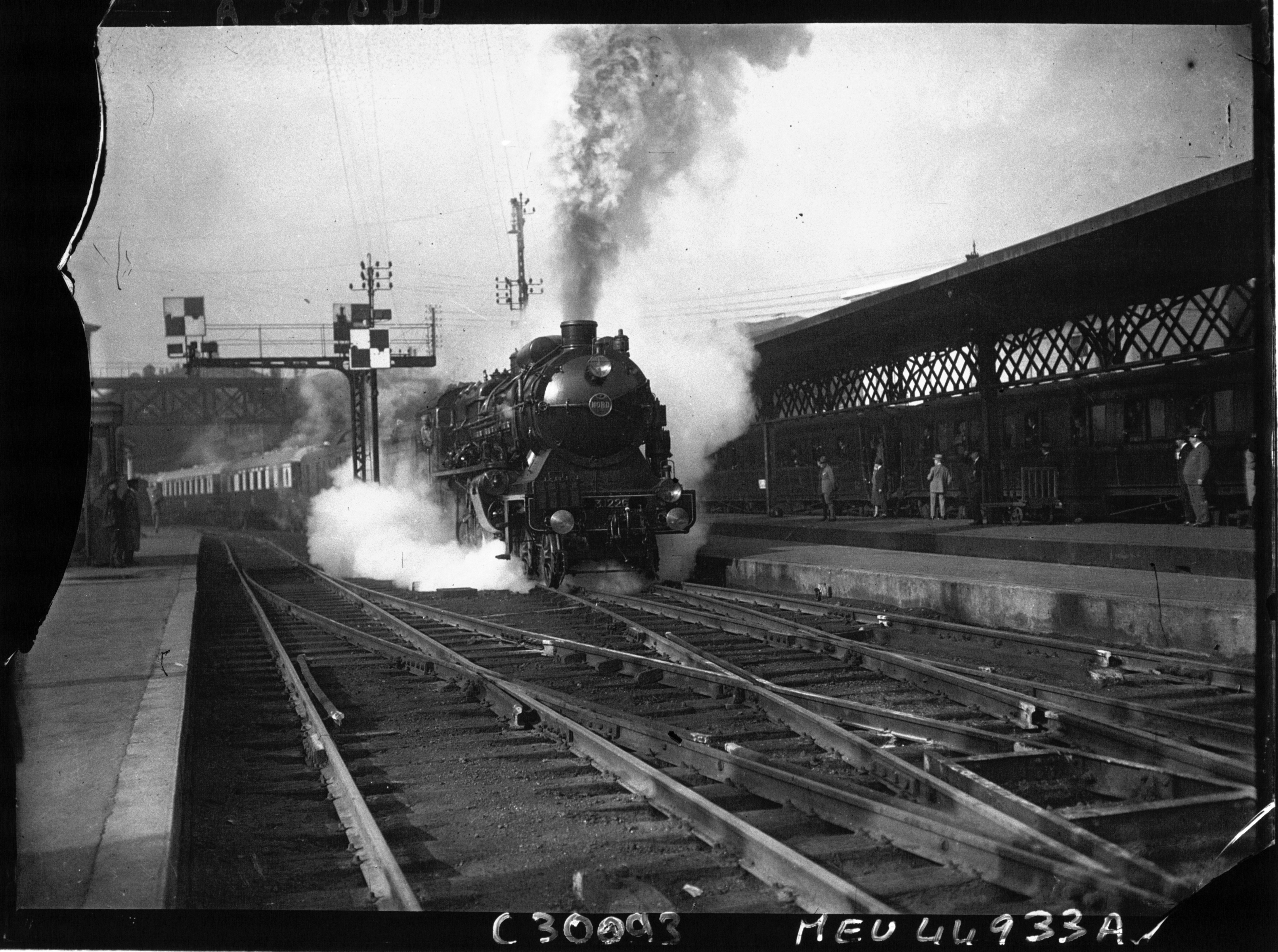
パリ北駅を発車するフレッシュ・ドール

1925年11月12日、ワゴン・リ社はプルマン社から借りた車両を用いてパリ - カレー間で列車の試運転を行なった。これが好評であったことから、ワゴン・リ社は「プルマン列車」の本格運行のため追加の車両を発注した。
1926年9月11日、ワゴン・リ社はパリ - カレー間でプルマン車による列車「フレッシュ・ドール」の運転を始めた。列車名の「オール（金）」はワゴン・リ社の創立50周年に因んだものである。またプルマン社の宣伝では「金襴の陣」の故事に言及している。
1929年には、イギリス側のコンチネンタル・エクスプレスがゴールデン・アローと改名された。同時にゴールデン・アロー、フレッシュ・ドールの乗客専用の連絡船として「カンタベリー(Canterbury)」が就役した。1929年時点でロンドン - パリ間の所要時間は6時間35分であった。
1931年からはイギリスのゴールデン・アローはサザン鉄道の一般の客車も連結した列車となった。このころには世界恐慌の影響により、一等専用だった豪華列車にも二等車や三等車を連結せざるを得なくなっていた。1930年代には車両航送によるロンドン - パリ間の直通運転も構想されたが、実現したのは夜行列車のナイト・フェリー（1936年）のみで、ゴールデン・アロー、フレッシュ・ドールでは乗り換えが必要なままだった。
フランス側のフレッシュ・ドールには、パリ - カレー間のプルマン車のほか、カレー・パリ・地中海急行（青列車）やローマ急行の寝台車が連結され、大陸各地に直通した。
1939年の第二次世界大戦勃発と共に、ゴールデン・アロー、フレッシュ・ドールは運休となった。

### 第二次大戦後
大戦後、ゴールデン・アロー、フレッシュ・ドールは1946年4月15日に運転を再開した。1947年から1950年までの間は全車プルマン車の編成が復活したが、1950年以降フランス側ではフランス国鉄の一般の客車を含むようになった。一方イギリス側では1951年のFestival of Britainにあわせてゴールデン・アロー用のサロン車の新製が行われた。
サロン車（プルマン車）の連結はフランス側では1968年に、イギリス側では1972年に打ち切られた。これとともにイギリスでは「ゴールデン・アロー」の列車名が用いられなくなったが、フランス側では「フレッシュ・ドール」は一般の特急列車の列車名として、1990年代まで用いられ続けた。

## 車両

### 客車

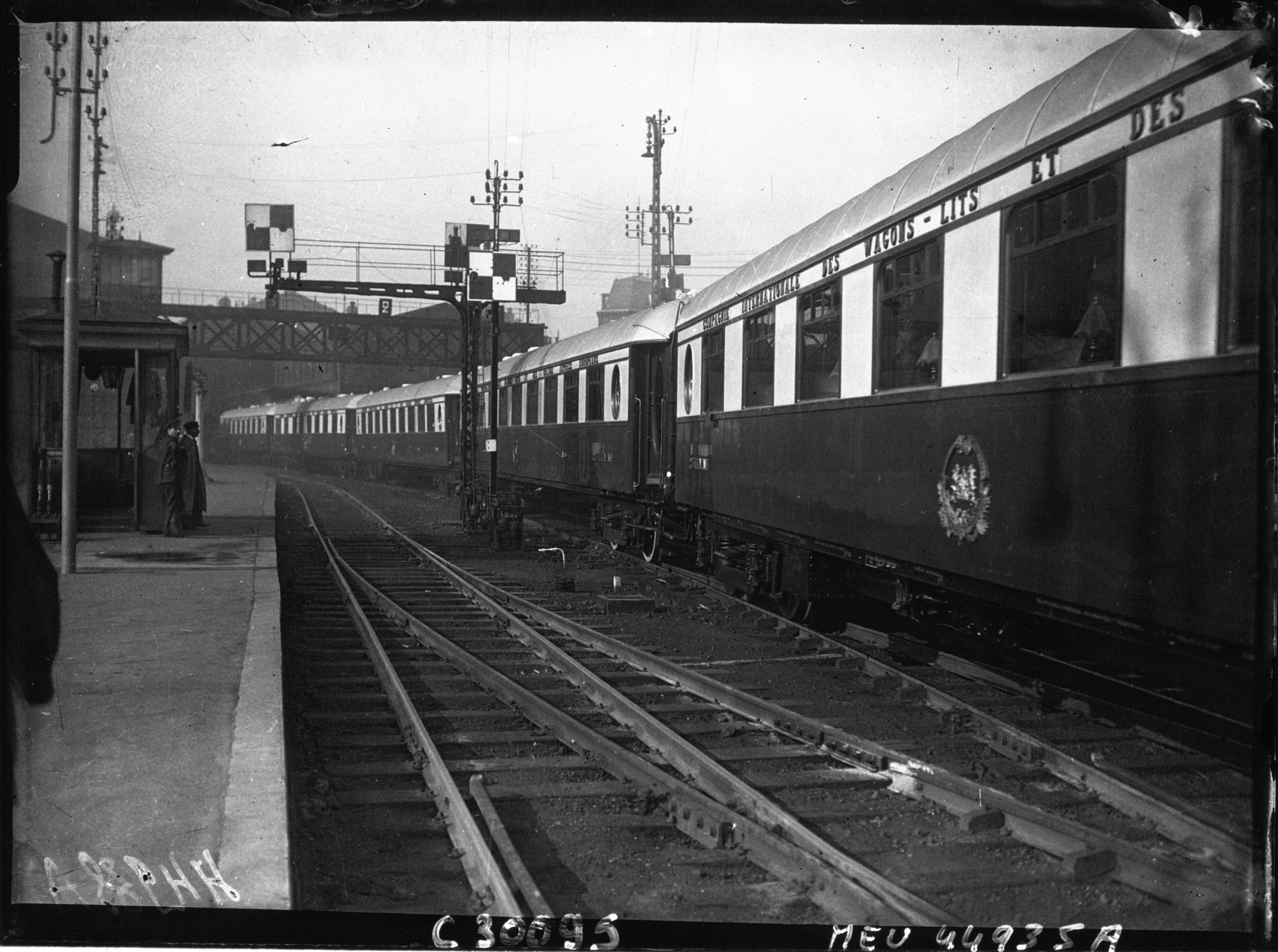
フレッシュ・ドールの客車

客車はイギリス側のものはプルマン社に、フランス側のものはワゴン・リ社に所属したが、設計はほぼ同一であり、両者ともにイギリスのBirmigham Railway Carriage and Wagon社、Metropolitan Cammel Carriage社、The Leeds Forge社などで製造された。ただしフランス側の客車の一部はフランスにあるワゴン・リの子会社でも製造されている。イギリス側の一等客車は一両ごとに固有の名がつけられているが、フランス側は名前はなく番号のみである。
客車は厨房付きの客車と厨房なしの客車（ワゴン・リ社の記号ではそれぞれWPCとWP）が二両一組で使用された。食堂車はなく厨房から各々の座席にケータリングサービスが行われた。定員は厨房付き一等客車が24名、厨房なしが32名である。車内には中央の通路を挟んで各一列のアームチェア型の開放座席のほか、4人用の個室があった。内装は車両ごとに少しずつ異なり、象嵌細工の施されたマホガニーなどの木材が多用され、床には厚い絨毯が敷かれていた。
ゴールデン・アロー、フレッシュ・ドール型の客車は当初全て一等車であったが、のちには二等車や食堂車に改造されたものもある。またワゴン・リ所属車の一部はギリシャや中国に転用された。

### 機関車

#### イギリス側

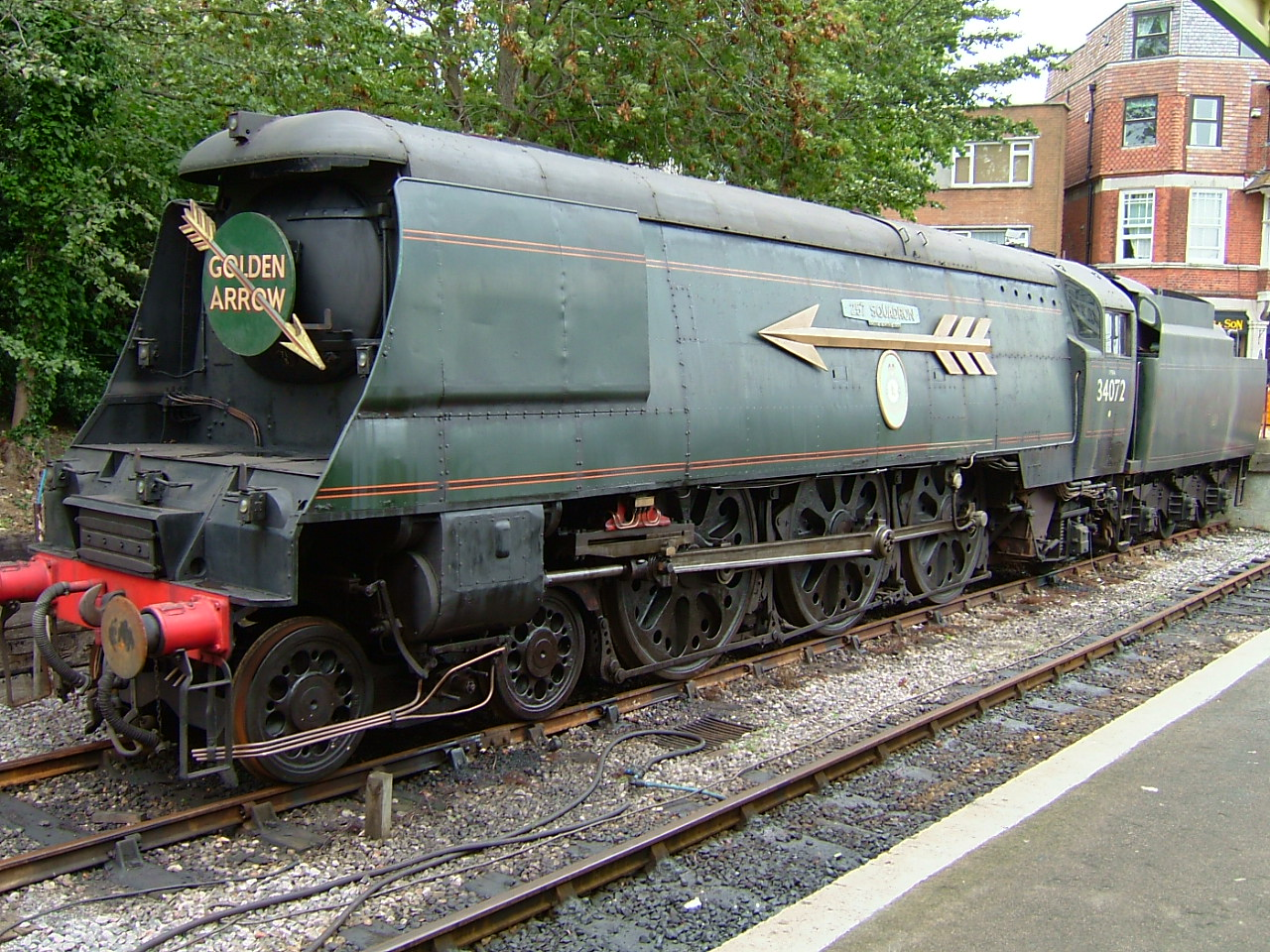
ゴールデン・アロー用の装飾を復元したバトル・オブ・ブリテン級機関車

第二次大戦前はイギリス側での牽引機関車はサザン鉄道のロード・ネルソン級蒸気機関車(Lord Nelson class)であった。
大戦後は、マーチャント・ネイビー級(Merchant Navy class)や7形（ブリタニア級、特に70004号機「ウィリアム・シェークスピア」)、またウェスト・カントリー/バトル・オブ・ブリテン級(West Country and Battle of Britain classes)が用いられた。1961年にロンドン - ドーヴァー間は電化され、牽引機関車は71形(British Rail Class 71)などの電気機関車に代わった。
牽引機関車にはヘッドマークが取り付けられ、さらに車体側面にも金の矢の装飾が施されていた。

#### フランス側
大戦前は北部鉄道の「シャプロン型」蒸気機関車（のちのフランス国鉄231E型）機関車が用いられた。戦後は旧パリ・リヨン・地中海鉄道の231G型が主となるが、231E型も用いられ続けた。1969年までアミアン以北は蒸気機関車牽引のままであった。

### 保存車

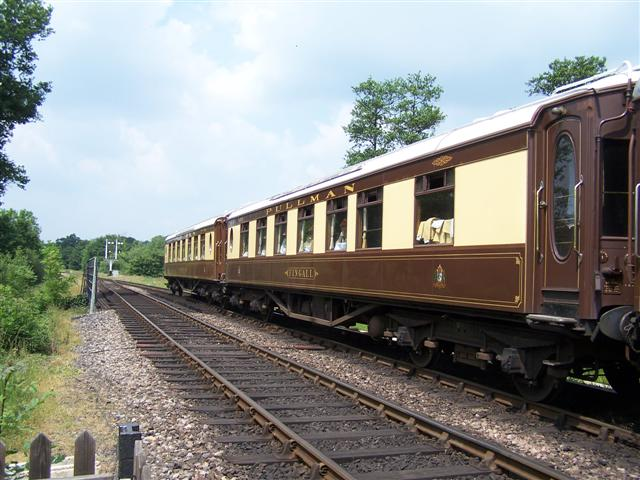
Bluebell Railwayの"Fingall"（2009年）

イギリスの保存鉄道Bluebell Railwayでは、元ゴールデン・アローの客車"Fingall"（1924年製、厨房付き一等車）を保有しており、他のプルマン車と共に観光列車「ゴールデン・アロー」として運行している。
ベルモンド社の保有するベニス・シンプロン・オリエント・エクスプレスのイギリス側編成のうち、Ibis, Perseus, Cygnusの3両は元ゴールデン・アローの客車である。Ibisは1925年製造で、1928年まではワゴン・リ社に貸し出されフランス側で用いられていた。Perseus, Cygnusは1951年の製造である。
ワゴン・リ社のフレッシュ・ドール型プルマン車のうち、4018号車は製造時の状態に復元され、1976年以降フランス、ミュルーズのフランス鉄道博物館（現シテ・デュ・トラン）で保存されている。
この他にもイギリスやアメリカ合衆国で保存されている車両がある。